# Antal Dániel
Antal Dániel (Szatmár, 1901. június 20. – Kolozsvár, 1972. február 22.) magyar mezőgazdasági szakíró és emlékiratok szerzője.

## Életútja
Gazdamérnöki tanulmányait Debrecenben végezte. 1938 és 1949 között az EMGE vándoroktatója, felügyelője, végül igazgatója. 1944. márciusától a Szolnok-Doboka című hetilap szerkesztőbizottságának tagja, 1944 őszén Szamos megye alispánja, 1946-tól az MNSZ egyik országos alelnöke. Számos gyakorlati kézikönyvet adott ki a növény- és gyümölcstermesztés tárgyköréből, ezek közül jelentősek: Mezőgazdasági termények és termékek tárolása (László Gáborral, 1955; bővített 2. kiadás 1961). Növénytermesztési útmutató 1957-ben Szopós Andrással. A cukorrépa termesztése és magtermesztése (társszerzőkkel, 1957; 2. kiadás 1959); Szántóföldi növénytermesztés (Erdélyi István, Mózes Pál, Nagy Zoltán, Sebők M. Péter társszerzőkkel, 1957). Emlékirata Család és szolgálat címmel jelent meg (Balogh Edgár bevezetőjével, 1971), egy családja múltjából vett történelmi elbeszélését halála után Kassay Miklós rendezte sajtó alá (Antal Márton indulása, 1976).